# イブツァン
イブツァン（英語: Ibzan 、ヘブライ語: אּבְצָן (Ibtsan)、古代ギリシア語: Εβεσάν ）は、旧約聖書の登場人物。イスラエルの士師。
イブツァンについては、『士師記』12章8から10節に記されているのみである。彼はベツレヘム出身。恐らくエフラタのベツレヘムではなく、ゼブルン族の領地にあったベツレヘム。三十人の息子と三十人の娘がいたことから、多くの妻がおり、裕福であったと思われる。彼は息子たちのためによその土地から三十人の嫁を迎えた。七年間イスラエルを裁いた後、ベツレヘムに葬られた。